# Momies du Tarim
Vous lisez un « bon article » labellisé en 2011.

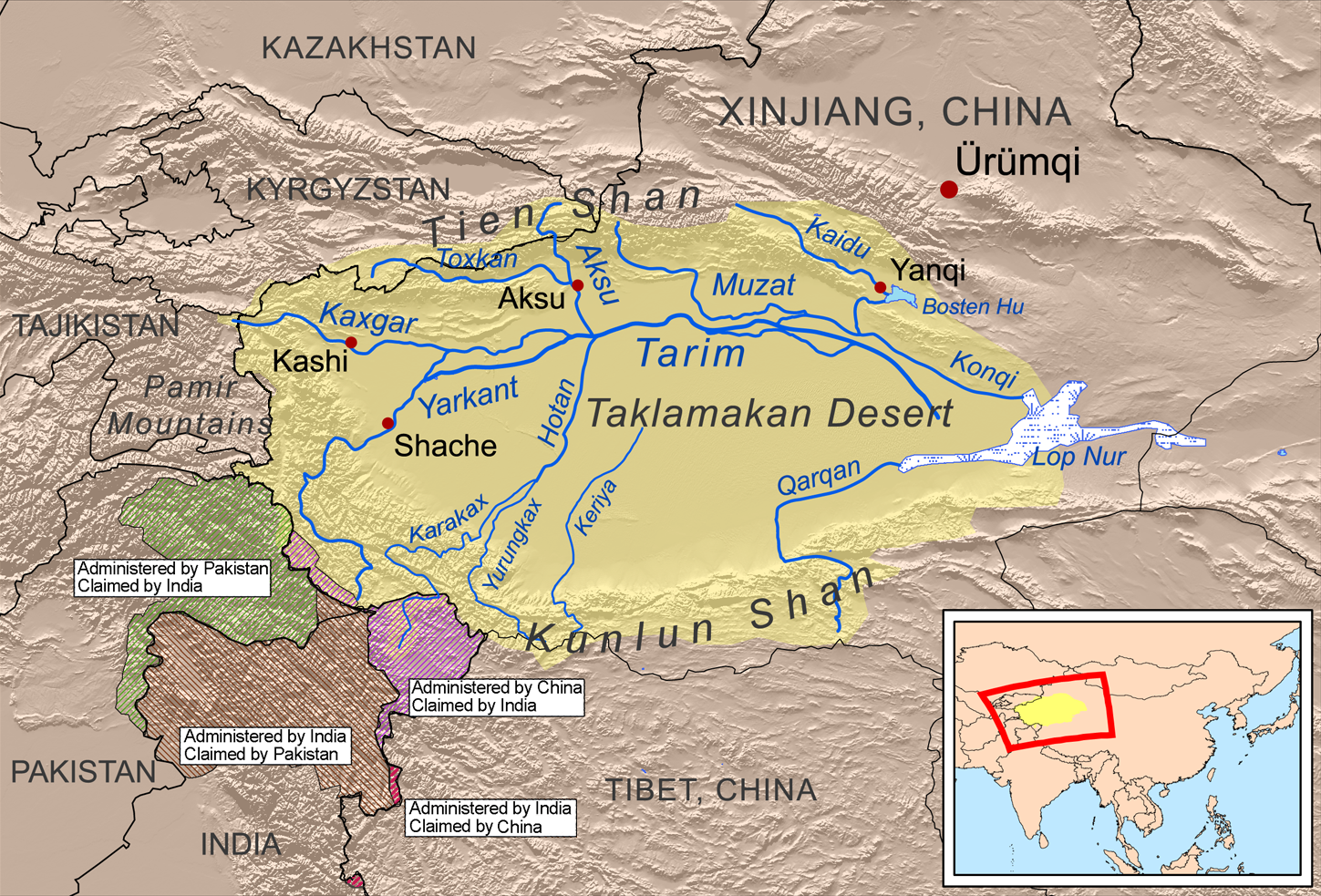
Carte de la dépression du Tarim, essentiellement occupée par le désert du Taklamakan.

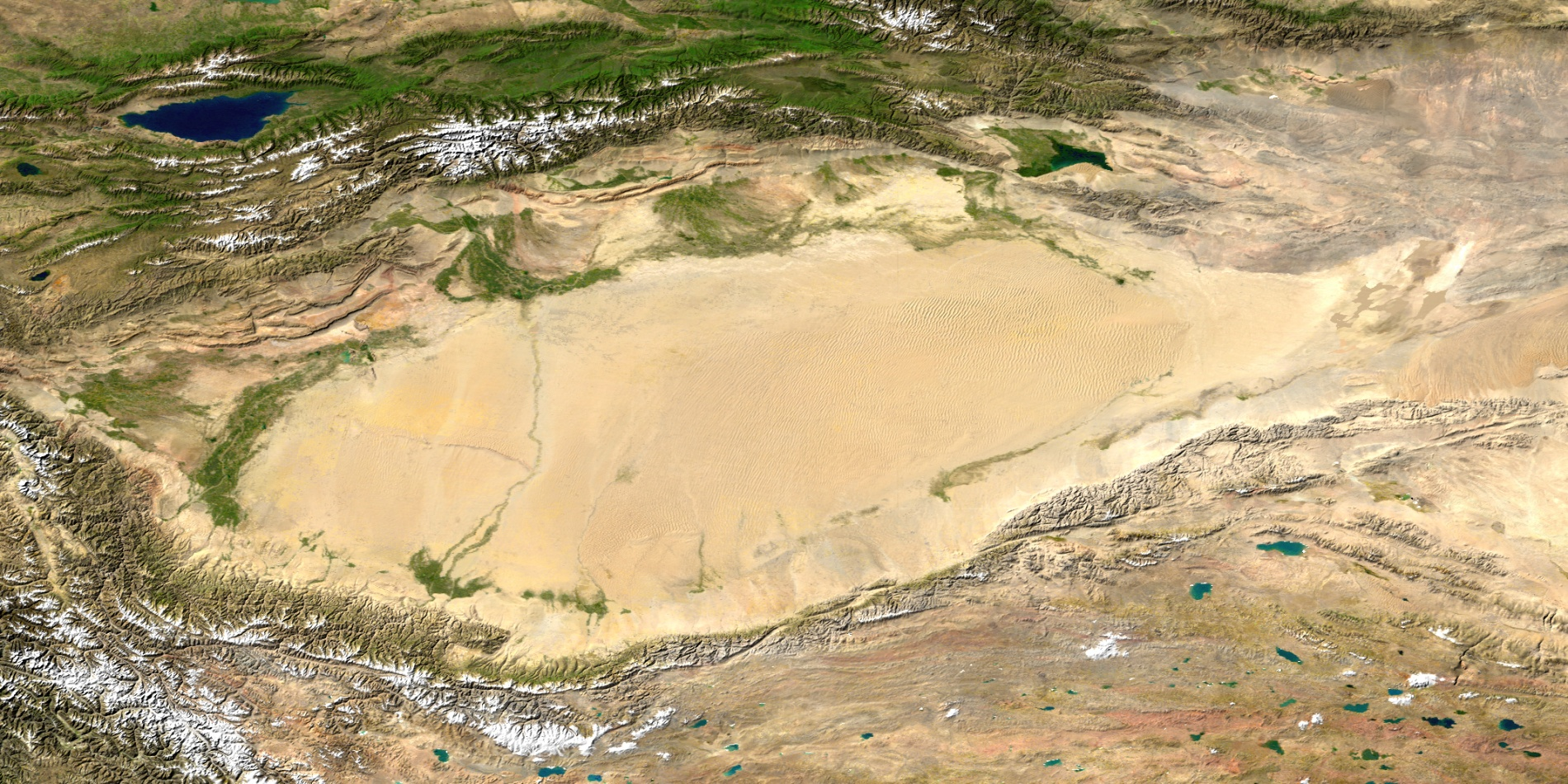
Image satellite du désert du Taklamakan.

Les momies du Tarim sont une série de momies datant des IIe et Ier millénaire av. J.-C., découvertes en Chine occidentale, dans le bassin du Tarim.
Ces momies étaient accompagnées de vestiges archéologiques et présentent des caractères génétiques qui indiquent une origine dans l'ouest de l'Eurasie. On considère qu'il s'agit d'une des cultures indo-européennes anciennes les plus orientales, avec les cultures contemporaines de l'Altaï et la culture d'Afanasievo.
Il est plausible mais pas certain que le peuple des momies soit l'ancêtre de la culture tokharienne, une culture indo-européenne ayant existé dans le bassin du Tarim jusqu'au VIIIe siècle de notre ère.

## Découvertes archéologiques

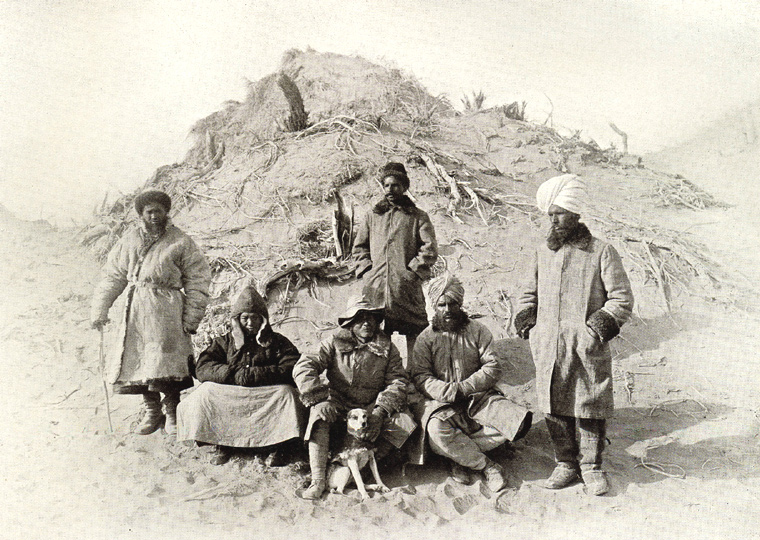
Sir Aurel Stein dans le bassin du Tarim, 1910.

Les datations de ces dernières décennies ont montré que les plus anciennes momies datent de 1800, voire 2000 av. J.-C. C'est le cas au cimetière de Qäwrighul, où les corps ont été datés de 2000 à 1500 av. J.-C.. Les momies les plus récentes, juste avant la période de la culture tokharienne, datent de 200 av. J.-C.
Cette ancienneté, en plus des caractères europoïdes de la culture matérielle et de l'apparence physique des momies les mieux conservées, a suscité un certain intérêt, tant des médias que des chercheurs.

### Historique des fouilles
Les premières momies furent découvertes dans ce qui est maintenant la région autonome des Ouïghours du Xinjiang, en Chine, à la fin du XIXe siècle et au début du XXe siècle. Ce fut en particulier l'œuvre des explorateurs Sven Hedin (« qui identifia les momies desséchées de la culture de Qäwrighul »), et surtout sir Aurel Stein, « qui fut l'archéologue le plus actif à explorer le bassin du Tarim dans les premières années de découvertes ».
Le site du complexe funéraire de Xiaohe est découvert par un chasseur en 1910 et visité par l'explorateur et archéologue suédois Folke Bergman en 1934.
La recherche et les découvertes archéologiques s'accélèrent à partir des années 1970. Ainsi, au cours des quatre décennies avant 2010, environ 500 tombes ont été ouvertes dans tout le bassin du Tarim, contenant plusieurs centaines de momies. Ces tombes se situaient principalement dans les régions de Hami, Loulan, Lop Nor ou Cherchen.

### Conservation
Il s'agit de cadavres naturellement desséchés et momifiés. On insiste en général sur le fait que les corps « ont été enterrés [...] dans les sables desséchants du Taklamakan [...] L'environnement aride, qui préserve les corps et les vêtements, a permis un aperçu incomparable des vies et de l'apparence de peuples préhistoriques ». Le docteur Wang Bing Hua (ou Wang Binhua, selon la transcription), directeur de l'institut de recherche archéologique d'Ürümqi, attribue cependant la momification spontanée non pas seulement à la sècheresse mais aussi à trois facteurs : le climat aride du désert du Taklamakan, le sol salé et des funérailles hivernales. L'hiver, la température peut être nettement inférieure à 0 °C, et la salinité du sol est assez importante, de l'ordre de 10 g/litre de sol, pouvant atteindre cinq fois plus en surface. Ces deux facteurs additionnels auraient renforcé la bonne, et parfois l'excellente, conservation des corps. Les momies sont en effet étonnamment bien conservées malgré le passage des millénaires. Elles ont même été décrites par des spécialistes comme étant les « mieux préservées du monde », dans un meilleur état que celles « trouvées en Égypte ou au Pérou ».

### Géographie

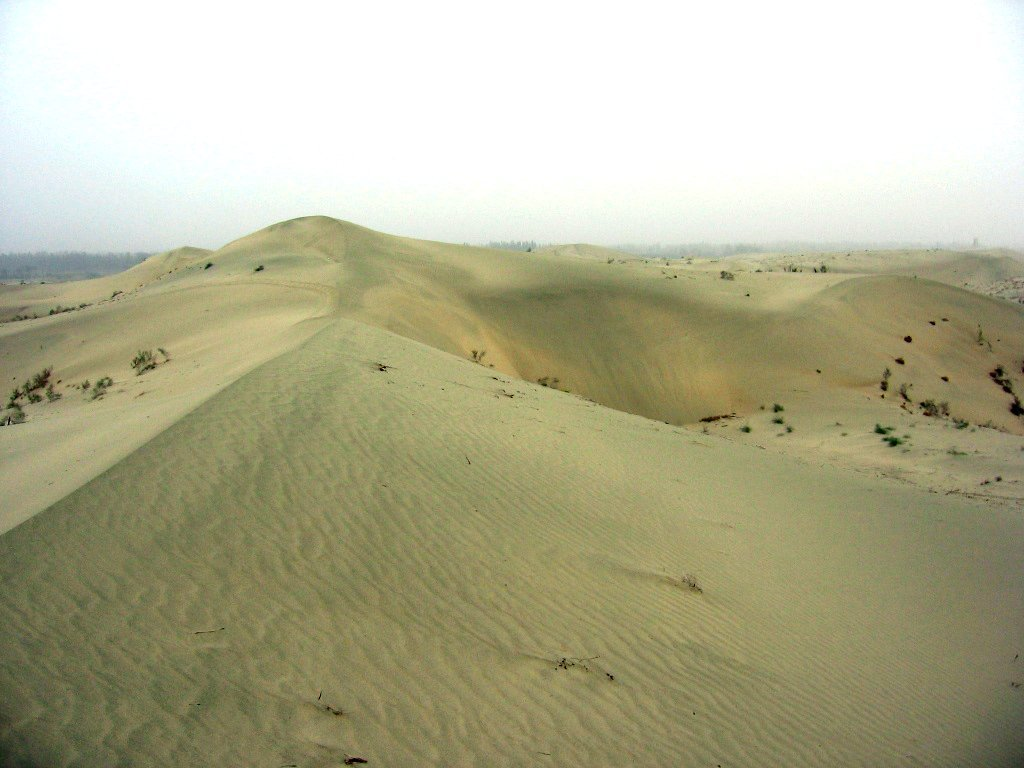
Le désert du Taklamakan.

Les momies du Tarim, qui sont au nombre de plusieurs centaines, ont surtout été trouvées au pied de la bordure montagneuse du bassin du Tarim, à savoir les zones plus arrosées. Le désert du Taklamakan lui-même, qui occupe le plus gros de la dépression du Tarim, est en effet trop sec pour avoir réellement été habité, comme l'indique bien son surnom de « Mer de la mort ». Ce sont plus particulièrement le sud et l'est de la dépression qui ont livré les momies les plus nombreuses. Au sud, les sites les plus importants sont Khotan, Niya et Cherchen, et à l'est, ce sont les environs de Lop Nor, Subashi près de Turfan, Kroran, Qumul. « Seules quelques-unes des [momies les] mieux conservées sont présentées dans le nouveau et impressionnant musée du Xinjiang ». On trouve aussi quelques momies étudiées dans des musées plus éloignés, comme celui de Shanghai. Les plus anciennes momies du Tarim ont été trouvées dans le cimetière de Qäwrighul (près de Lop Nor) et sont datées à 1800 av. J.-C., voire 2000 av. J.-C.. Généralement, les tombes montrent une inhumation peu profonde et « la plupart des inhumations sont seulement à un mètre sous la surface » du sol.

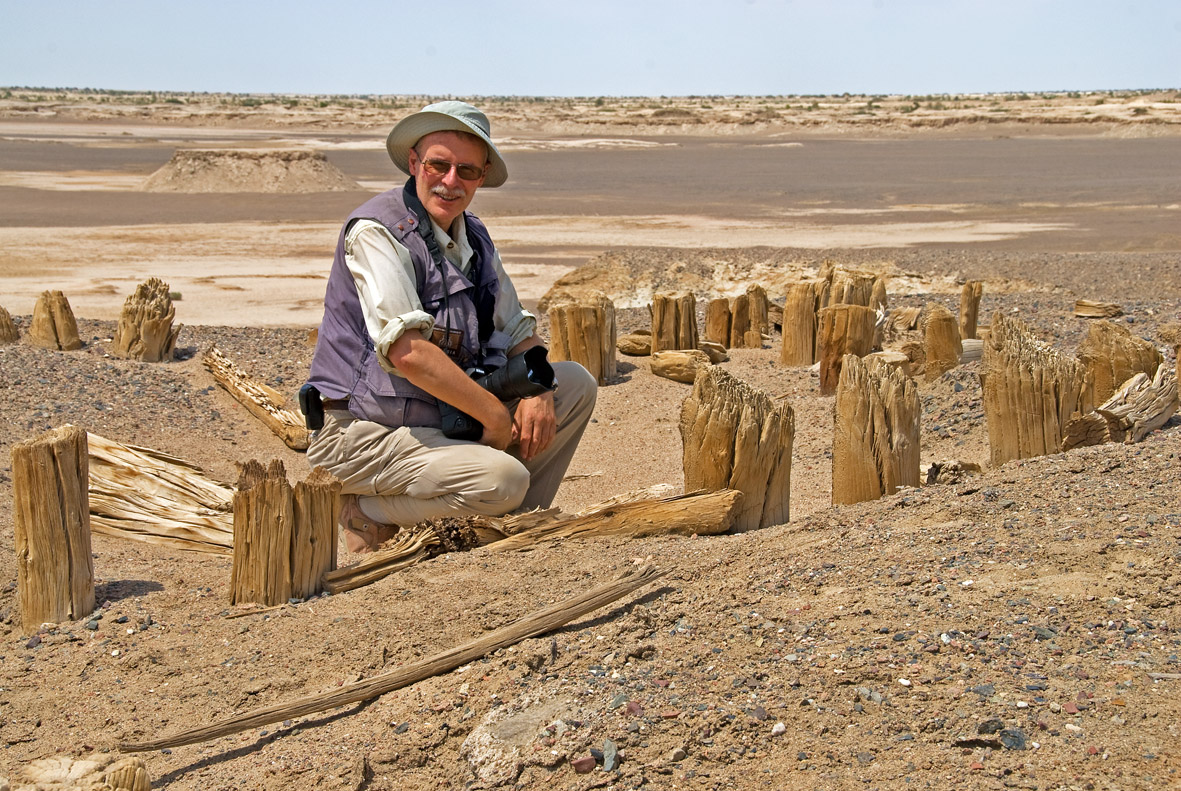
Christoph Baumer au cimetière de Qäwrighul (ou Gumugo), d'où viennent les plus anciennes momies. Les tombes sont entourées de poteaux, dont on aperçoit les restes.

La taille et la localisation des oasis n'ont pas toujours été stables, et les populations anciennes ont vécu dans des lieux qui sont maintenant objets de fouilles et inhabitables pour beaucoup de monde. Le bassin du Tarim est en effet depuis longtemps un lieu sec, mais il semble l'être devenu plus encore actuellement. Ainsi, « des oasis comme Loulan... ont disparu à la suite d'un changement du lit du Kongi et du Tarim. D'autres aussi ont disparu.... Sir Aurel Stein en a marqué un bon nombre sur ses cartes ». Outre les changements climatiques, une partie du phénomène de désertification de la région proviendrait aussi d'« une mauvaise utilisation de l'irrigation, qui a conduit à une remontée de la nappe [phréatique] et à la fixation de sels en surface, contraignant les paysans à l'abandon ».

### Les momies les plus célèbres

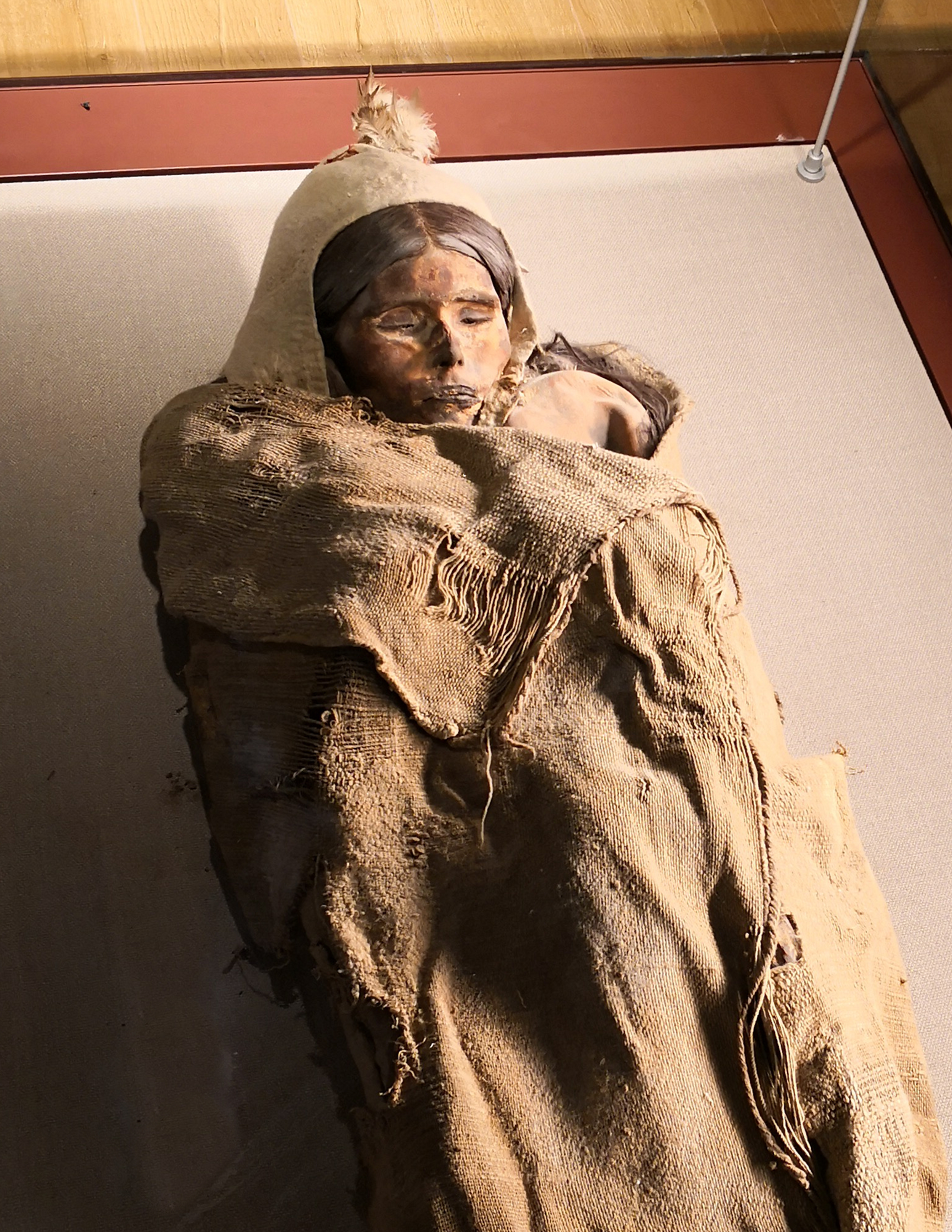
« La beauté » de Loulan.

Une des tombes les plus connues est datée de 1000 av. J.-C. Découverte en 1979-1980, elle contenait les corps de trois femmes, d'un homme et d'un bébé. L'homme, dit « l'homme de Cherchen » (ou de Chärchän), âgé de 40 ou 50 ans à sa mort, mesure au moins 1,80 m, a encore des cheveux châtain-roux en train de blanchir, un long nez et une barbe rousse et arbore un symbole solaire sur la tempe gauche. Il « est vêtu d'un manteau de laine brune à liseré rouge et de pantalons du même matériau. Les coutures latérales ont été laissées ouvertes jusqu'aux hanches, formant des fentes. Le bas des jambes est enveloppé dans de la laine brute de couleur vive.
Une des femmes les mieux préservées fait également 1,80 m et a des cheveux châtain clair tressés en nattes. Le type physique des visages semble nettement europoïde. Le bébé avait un an environ lors de son décès, et des cheveux bruns sortaient lors de la découverte d'un bonnet rouge et bleu. Deux pierres bleues étaient posées sur ses yeux. Une autre momie très célèbre a été trouvée parmi « plusieurs corps [...] excavés de tombes près de Loulan, un site qui à une époque bordait un lac en cours d'assèchement, alimenté par la rivière Kongi. Parmi eux se trouvait le corps d'une jeune femme avec des traits du visage remarquablement préservés, et dont la datation au radiocarbone indiquait qu'elle était morte vers 1200 av. J.-C. ». Nommée la « beauté de Loulan », elle a gagné ainsi une certaine célébrité médiatique. Une autre femme a été nommée Princesse de Xiaohe. Ces quelques momies font partie de celles, assez peu nombreuses, qui ont été étudiées en profondeur tant au plan archéologique que génétique.

### Culture matérielle
Les momies du Tarim viennent « d'oasis occupées par des communautés agricoles », et non par des nomades. L'agriculture pratiquée inclut l'élevage du mouton, de la chèvre, ainsi que la culture de l'orge, du millet et du blé. On trouve aussi des traces de chevaux et de chiens. La cueillette de plantes médicinales était également connue puisqu'on a retrouvé dans le cimetière de Qäwrighul « des brins d'éphédra, une plante avec des propriétés médicinales dont on pense qu'elle était une composante du Soma », une boisson rituelle utilisée par les Indo-Iraniens anciens. Peut-être en lien avec les pratiques médicales, on note sur un certain nombre de corps, comme à Qizilchoqa, un cimetière du début du Ier millénaire av. J.-C., l'utilisation de tatouages corporels.
Une découverte concernant le fromage est capitale. D'après une étude publiée en 2014 par une équipe mixte chinoise / allemande (Andrei Schwevchenko de l'institut Max-Planck de Dresde et Tchang Souay Wang de l'Académie chinoise des sciences à Pékin), les boulettes déposées en offrandes sur certaines momies de la nécropole d'Ordeck (cimetière de Xiaoheu, prononcer siaou-rheu) sont du fromage de kéfir et seraient à ce titre le plus ancien fromage connu, vieux de 3500 ans,.
On a aussi trouvé dans les tombes des objets en bronze, à une époque (début du IIe millénaire av. J.-C.) où cette métallurgie apparait tout juste en Chine. On considère comme probable que la technologie du bronze ait été apportée en Chine par des groupes indo-européens originaires d'Asie centrale. Au « Xinjiang, [on constate] un âge du bronze étendu de 2000 à 400 av. J.-C. » « E. Kuz'mina situe les bronzes du Xinjiang dans l'ensemble des bronzes de l'Asie centrale, notamment d'Andronovo », une culture sans doute iranophone du IIe millénaire av. J.-C. Henri-Paul Francfort confirme « que la céramique noire incisée de ce site [Xintala] appartient bien au monde andronovien tardif, et que la hache de bronze trouvée en surface... est d'un type connu au Kazakhstan oriental à l'époque de Beghazy-Dandybaj du bronze final ». Cependant, si les restes momifiés sont spectaculaires, « leurs poteries sont peu spectaculaires et leur métallurgie rare avant la seconde moitié du Ier millénaire av. J.-C. », compliquant les tâches d'analyse archéologique des cultures en présence. Dans des sépultures datant de la fin de la période, comme à Subeshi (nord du bassin), fouillé en 1992 et daté de 400 av. J.-C., le bronze peut se trouver en association avec du fer, marquant la transition entre l'âge du bronze final et le début de l'âge du fer dans la région.

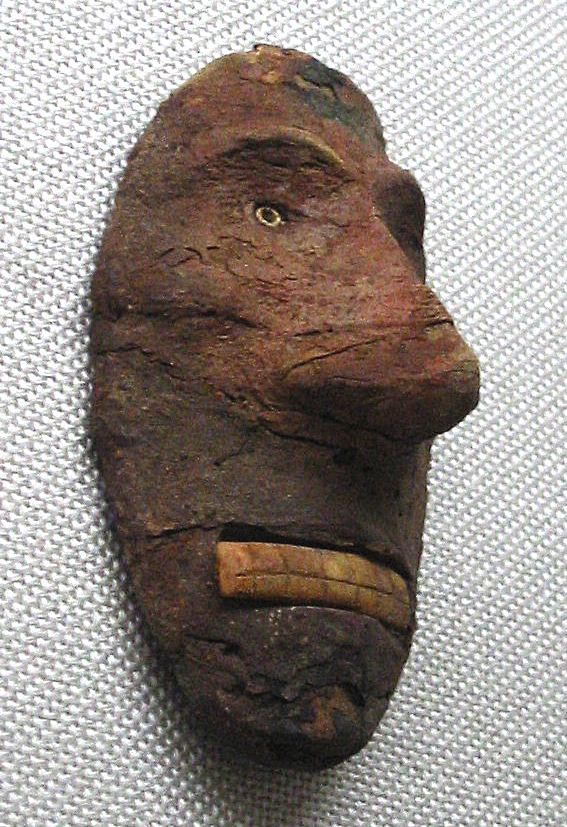
Un masque du Tarim, daté du, trouvé près de Lop Nor.

Les momies portaient encore des tuniques, des pantalons, des bottes, des bas et des chapeaux. Le type de textile utilisé est proche du tissage européen de la même époque, du moins en se fondant sur des similitudes avec des fragments de textiles trouvés dans les mines de sel en Autriche et datant du IIe millénaire av. J.-C. L'anthropologue Irene Good, spécialiste des textiles anciens de l'Eurasie, a noté que le modèle de tissage en sergé diagonal indiquait l'utilisation d'un métier à tisser, et était assez sophistiqué. Le textile du Tarim retrouvé est « l'exemple connu le plus oriental de ce type de technique de tissage ». La ressemblance de certains de ces tissus avec les tartans écossais (comme le plaid du site de Zaghunluq, fouillé en 1985) a pu faire déclarer à certains médias que « ces momies semblent suggérer que les Celtes avaient pénétré profondément en Asie centrale ». On trouve même quelques rares chercheurs pour défendre un apparentement celtique. Ainsi « E. Barber met en avant le tissu en plaid, pour faire remonter, audacieusement, aussi bien l'origine du tissage que celle des habitants de Wupu [un cimetière du Tarim] à une origine halstattienne [la culture celtique d'Europe centrale à l'âge du fer]. Cette population aurait succédé à une première vague de peuplement européen qui daterait du début du IIe millénaire av. J.-C. ». Eu égard à l'absence totale de termes celtiques dans les langues tokhariennes postérieures ou de traces archéologiques spécifiques à ces populations, une telle origine celtique (partielle chez E. Barber) du peuple des momies « ne peut être prise au sérieux » par la plupart des auteurs. La ressemblance des techniques de tissage est tenue par la quasi-totalité des chercheurs pour un héritage ancien (bien attesté en Europe centrale au IIe millénaire av. J.-C., conservé de façon indépendante aux deux extrémités de l'aire de peuplement indo-européen par le peuple des momies et les Écossais.
Les techniques de tissage ne sont pas les seules à être avancées pour l'époque et la région. Il en va de même pour les techniques de production des fibres textiles, qui allaient jusqu'à la maîtrise du cachemire, une fibre textile particulièrement fine. Ainsi, « Irene Good, de l'Université de Pennsylvanie, et Elizabeth J.W. Barbier, de l'Occidental College, ont examiné des échantillons de textiles en provenance de deux sites, Cherchen et Hami, où des momies ont été mises au jour depuis la fin des années 1970 par des chercheurs chinois. Good a identifié les fils de cachemire de Cherchen par leur forme, leur finesse et la cohérence de leur diamètre : « Les textiles de Cherchen indiquent un degré élevé de compétence dans le tri et la filature de fibres.... La présence de cachemire montre un élevage très sophistiqué de chèvres utilisées pour leur toison ».

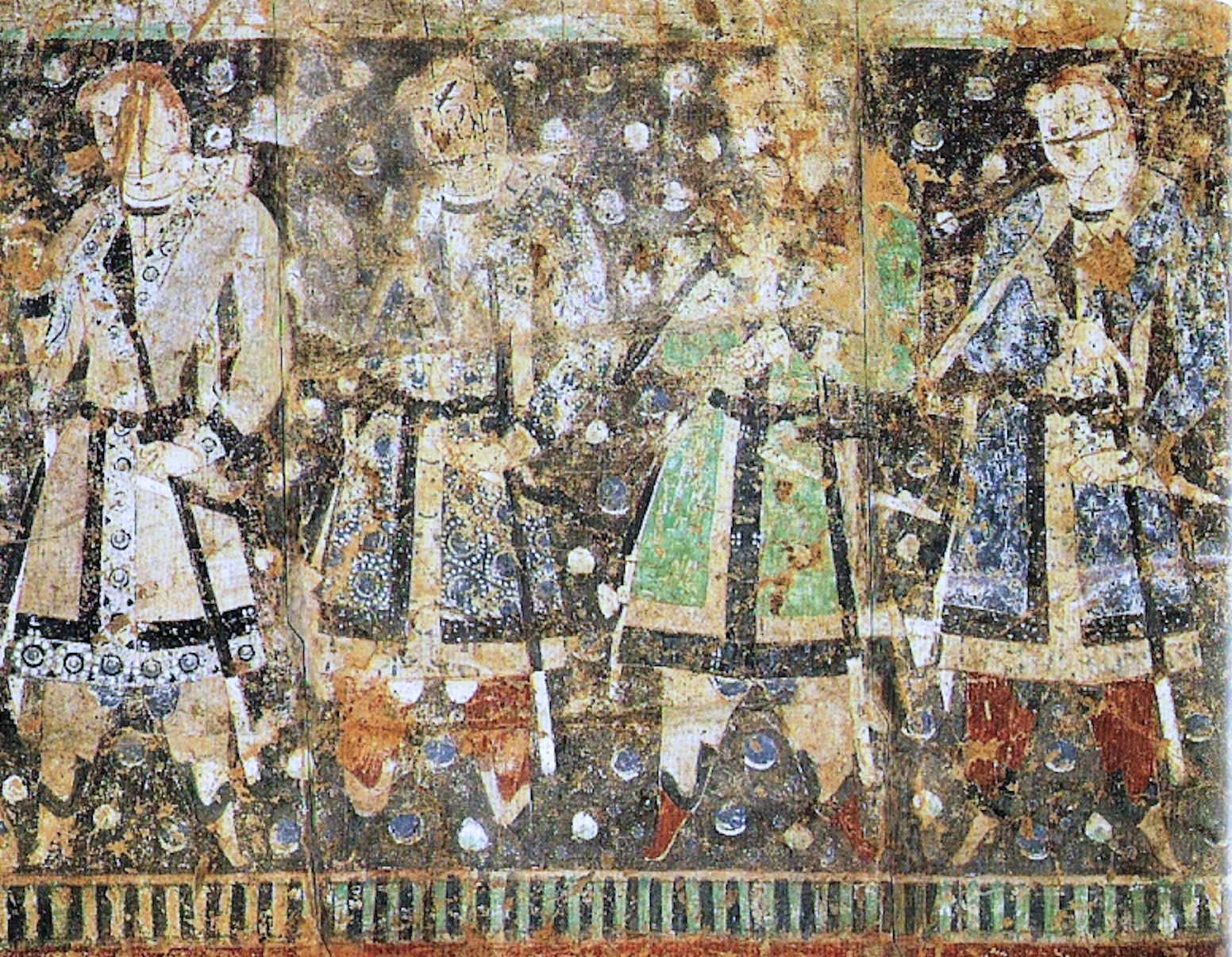
Peintures de la grotte de Qyzyl, au VIe siècle.

Outre leur apparentement avec le passé indo-européen, les vêtements confirment également l'hypothèse d'une parenté entre le peuple des momies et leurs successeurs tokhariens du Ier millénaire apr. J.-C. En effet « les vêtements des « momies » rappellent ceux des princes Agni et Kuči [les autoethnonymes des deux populations dites tokhariennes] figurés dans les grottes bouddhistes de Qyzyl et de Qumtura près de Kuča quelques siècles plus tard. ».
Il est cependant à noter que pendant les quelque deux millénaires sur lesquels s'étendent les restes momifiés du Tarim, différentes cultures semblent avoir existé, sans qu'on sache clairement si elles avaient des liens entre elles ou exprimaient des migrations successives. Ainsi, « tant que ces cultures archéologiques du Xinjiang ne seront pas mieux connues, c'est-à-dire étudiées et publiées, il sera vain de vouloir assoir de vastes synthèses sur des éléments épars, en faisant comme si elles représentaient une unité rassemblant les momies en une seule famille. Les défunts de Wupu, Gumugou, Shanpula, Subeixi, Zhaghunluk, etc. appartiennent tous à des cultures très différentes. Que leurs traits soient europoïdes, à l'instar de ceux des squelettes des nécropoles sans momies (Xianbabai, Hejing, Yanbulak), ne suffit à en faire ni des Tokhariens, ni des Saka [un peuple de langue iranienne], ni même des Indo-Européens », même si cette dernière thèse reste très dominante.

## Apparentements ethno-linguistiques
La question de l'apparentement des momies à d'autres cultures régionales s'est inévitablement posée. L'archéologie, comme indiqué précédemment, a été utilisée pour promouvoir un lien avec des cultures plus occidentales, bien que certains scientifiques soient restés réservés à cause de la variété et de la spécificité des cultures matérielles du Tarim ancien.
D'autres approches ont donc été mises à contribution, en particulier la linguistique et la génétique et l'analyse du bassin du Tarim, en prenant en compte un contexte régional plus large.

### Contexte régional

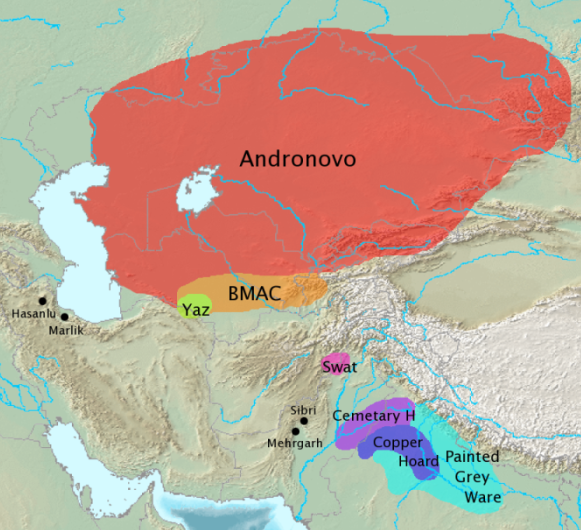
Culture d'Andronovo, à l'ouest et au nord du Tarim, au IIe millénaire av. J.-C.

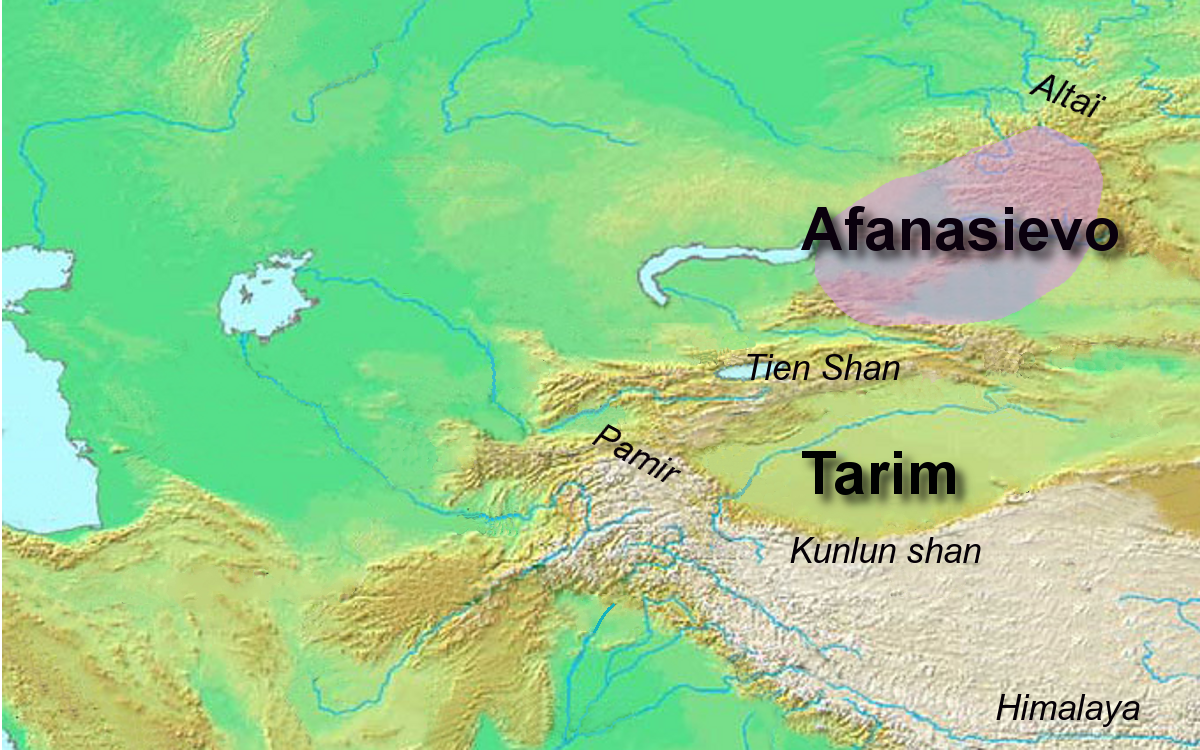
La Culture d'Afanasievo, au nord du Tarim, au IIIe millénaire av. J.-C., est l'ancêtre possible du peuple des momies.

Dès le IVe millénaire av. J.-C., des populations que l'archéologie identifie, généralement par leurs sépultures, comme indo-européennes, et dont les descendants ou successeurs parleront effectivement des langues indo-européennes à la période historique, sont implantées en Asie centrale, en Sibérie méridionale et en Mongolie occidentale : soit au nord, à l'est et à l'ouest du bassin du Tarim. Parmi eux, les proto-Indiens, les proto-Iraniens (ces deux groupes étant à l'origine étroitement apparentés), mais probablement aussi d'autres populations, ancêtres possibles des Tokhariens (nommés aussi Agni-Kuči ou Arśi-Kuči).
La culture d'Andronovo, par exemple, probablement proto-iranienne, domine les régions à l'ouest et au nord du Tarim dès la fin du IIIe millénaire av. J.-C., soit environ à l'époque des premières momies du Tarim. La culture d'Afanasievo, tenue pour indo-européenne mais sans liens linguistiques plus précis, est également installée dès 3500 av. J.-C., donc avant la culture d'Andronovo, en Sibérie méridionale (au nord du Tarim) et jusqu'en Mongolie occidentale.
Les analyses génétiques des restes de ces populations d'Asie centrale de l'âge du bronze et de l'âge du fer confirment que « la plupart des séquences [ADN] extraites (n = 21, 78 %) appartiennent à des haplogroupes d'ADNmt européens ou de l'ouest eurasien », ce qui confirme l'origine indo-européenne des populations anciennes environnant le Tarim.
Au Ier millénaire av. J.-C., quatre mille ans après les débuts de la culture d'Afanasievo, les Tokhariens, ou Agni-Kuči, habitent le bassin du Tarim, et leurs langues indo-européennes sont bien connues par les textes qu'ils ont laissés.
Si le peuple des momies était bien de langue pré-tokharienne, ce qui est le plus plausible, il ne peut descendre de la culture d'Afanasievo, qui était probablement de langue iranienne, avec une culture matérielle assez spécifique. Bien qu'il n'y ait pas de preuve définitive, il y a par contre « quelque consistance [dans] l'idée, défendue par James Patrick Mallory, que les Arśi-Kuči [donc le peuple des momies] sont issus de la culture sibérienne d'Afanasievo, et se sont installés dans la région du Tarim bien avant que ne commence l'expansion vers l'Asie, en provenance des mêmes régions européennes, des locuteurs des langues indo-iraniennes ». Ainsi, «  K. Jettmar remarque... que l'on peut rapprocher les tombes de Gumugou [une nécropole de plus de 40 tombes à 70 km de Loulan, dans le Tarim] de celles d'Afanasevo ». Mais Hervé Beaumont remarque également que ce lien est relativement ponctuel et que les traces de la culture d'Afanasievo les plus nombreuses sont au nord du Tarim et sont très rares à l'intérieur.
« En fait, les cultures archéologiques du Xinjiang, et donc ceux qui les ont créées et qui peuplent les cimetières, ne se laissent pas ranger aisément dans des cadres préétablis ailleurs sur d'autres bases ». Dès lors, l'auteur considère que l'archéologie ne permet pas trancher nettement l'appartenance linguistique du peuple des momies.

### Hypothèses linguistiques

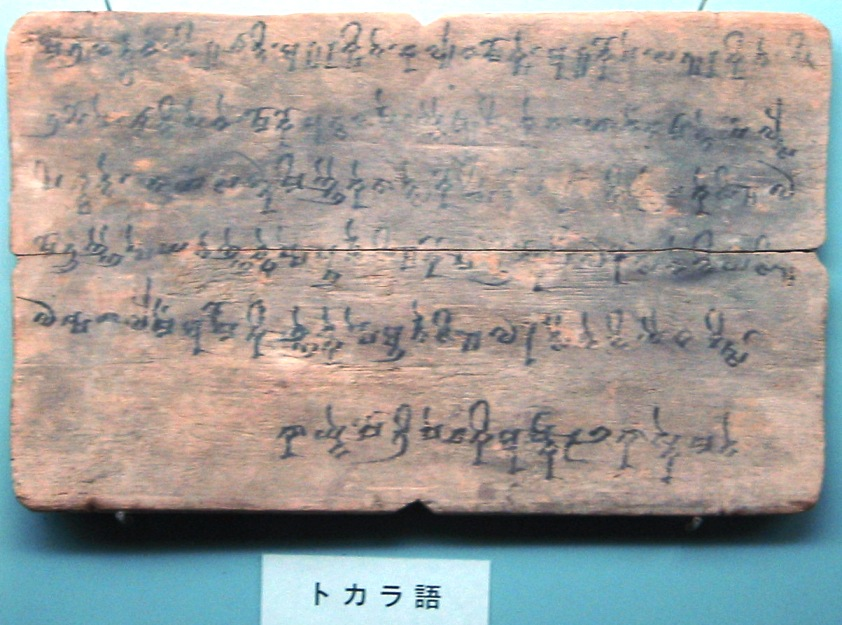
Plaque en bois avec inscriptions en Tokharien. Koutcha, Chine,, musée national de Tokyo.

Les populations indo-européennes d'Asie centrale en général, et du Tarim en particulier, sont assez bien connues par divers traces archéologiques ou textuelles.
D'une part, les textes chinois anciens du Ier millénaire apr. J.-C. décrivent pour la région des populations de « grande taille, avec... des yeux bleus ou verts, des nez longs, des barbes, et des cheveux roux ou blonds ».
Parallèlement aux textes chinois, les habitants du Tarim du Ier millénaire ont accédé à l'écriture, laissant des témoignages précieux sur leur langue, un rameau de l'indo-européen, et sur leur culture. Les Tokhariens du Tarim, successeurs ou descendants du peuple des momies, ont en effet laissé des textes écrits relativement nombreux. Cependant, si l'apparentement des Tokhariens du Ier millénaire apr. J.-C. au peuple des momies des IIe et Ier millénaire av. J.-C. est plausible, il n'est pas certain.
Les langues tokhariennes (ou leurs autoethnonymes, Agni-Kuči, ou Arśi-Kuči) donnent cependant quelques indications sur le passé de ce peuple. Pour Bernard Sergent, « elle s'est séparée si tôt des autres Indo-Européens qu'il faut songer [...à] la première moitié du IVe millénaire [avant notre ère] ». « Un élément intéressant est que les Arśi-Kuči, après avoir quitté le groupe initial dont ils faisaient partie (avec les Germains, Italo-Celtiques, Macro-Baltes), ont voisiné avec les ancêtres des Anatoliens, comme le prouve tout un vocabulaire commun.... Puis ils ont voisiné, et même cohabité, avec les ancêtres des Grecs, comme le révèle l'abondance et la précision des isoglosses qui unissent ces langues. En particulier, il y existe un mot, d'origine non indo-européenne, pour le « roi ».... Les Arśi-Kuči ont quitté les steppes européennes certainement bien avant le IIe millénaire av. J.-C. ».

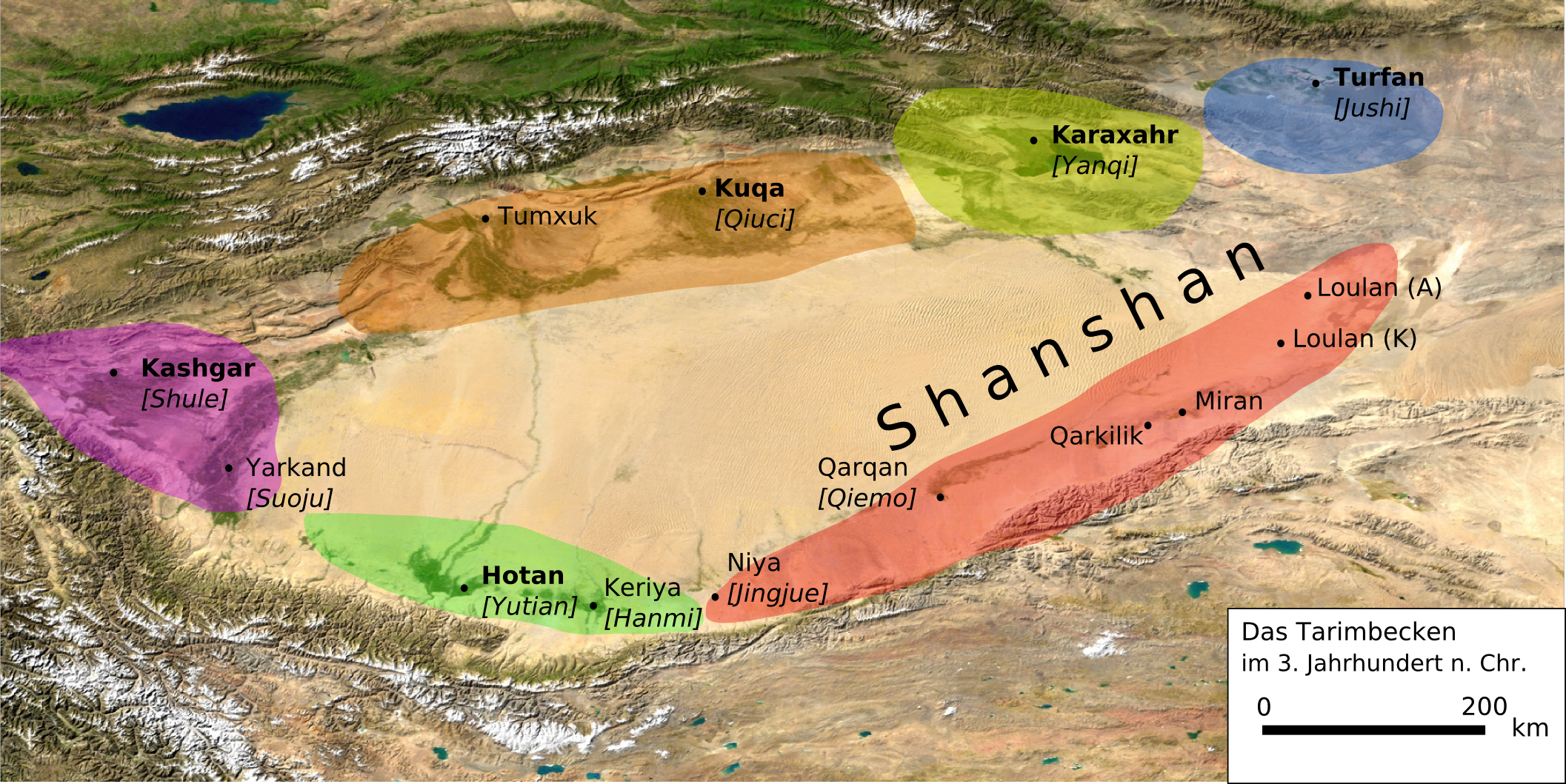
Les États tokhariens au IIIe siècle.

D'autres recherches confirment cette séparation précoce de l'Agni-Kuči du tronc des langues indo-européennes. Dans l'article  « L'arrivée des langues indo-européennes en Europe », Ruth Berger présente plusieurs travaux qui datent la divergence entre 6000 et 4000 avant notre ère.
Un autre élément semble confirmer l'ancienneté de la présence des langues tokhariennes dans la région : elles n'ont que peu été influencées par les langues iraniennes. Or « la culture d'Andronovo qui, depuis la fin du IIIe millénaire av. J.-C., couvre toute une partie de la Sibérie du Sud-Ouest [et de l'Asie centrale] est très vraisemblablement la culture-mère des peuples de langue iranienne : si les ancêtres des Agni-Kuči avaient ‹ continuellement › vécu sur le trajet qui mène des steppes européennes à la Chine, ils auraient littéralement baigné dans un environnement iranien... — et cela se noterait dans leur langue bien davantage que ce n'est le cas. Dès lors [il y a deux possibilités :] un détour [hors l'Asie Centrale, ou une migration] longtemps avant que les locuteurs des langues iraniennes ne prennent le même chemin ».
L'originalité linguistique des Tokhariens tend donc à montrer l'ancienneté de leur migration vers l'est, ce qui renforce l'hypothèse d'une installation ancienne dans le bassin du Tarim. Si cette hypothèse est juste, la langue du peuple des momies serait bien une forme de tokharien ancien.
Cependant, certains auteurs restent réservés devant la thèse dominante faisant du ou des peuples des momies des locuteurs anciens du Tokharien, « dans la mesure où plus de 1 500 ans séparent les plus anciennes de ces momies des premiers textes en tokharien ».

### Génétique
L'étude paléogénétique la plus récente (2021) montre que les momies du Tarim les plus anciennes (datées entre 2100 et 1700 av. J.-C.) forment un groupe génétiquement isolé, dont les ancêtres auraient occupé la région du lac Baïkal il y a quelque 9 000 ans. Les résultats de l'étude ne corroborent donc pas les hypothèses antérieures selon lesquelles l'origine de ces momies serait celle de pasteurs de langue proto-tokharienne, eux-mêmes descendants de populations de la culture d'Afanasievo. Ainsi, les premières cultures du bassin du Tarim semblent provenir d'une population locale génétiquement isolée, qui aurait adopté des pratiques pastorales et agricoles de peuples voisins, ce qui lui aurait permis de s'installer et de prospérer le long des oasis fluviales mouvantes du désert du Taklamakan,.
L'École des sciences de la vie de l'université de Jilin, en Chine, qui a analysé en 2021 13 individus du bassin du Tarim, datés de 2100 à 1700 av. J.-C., en a attribué 2 à l'haplogroupe-Y R1b1b-PH155/PH4796 (R1b1c dans ISOGG2016), 1 à l'haplogroupe-Y R1-PF6136 (xR1a, xR1b1a),.
Alors que l'arrivée et le mélange des populations de la culture d'Afanasievo dans le bassin dzoungarien du nord du Xinjiang vers 3000 av. J.-C. ont vraisemblablement introduit des langues indo-européennes dans la région, la culture matérielle et le profil génétique des momies du Tarim à partir d'environ 2100 av. J.-C. remettent en question, selon les auteurs de l'étude, des « hypothèses simplistes » sur le lien entre la génétique, la culture et la langue, et laissent sans réponse la question de savoir si les populations du Tarim de l'âge du bronze parlaient une forme de proto-tokharien.
En 2009, les restes d'individus se trouvant dans un site de Xiaohe avaient été analysés pour leur chromosome Y et leur ADN mitochondrial. Les analyses suggéraient que les lignées maternelles étaient principalement de l'est de l'Asie, mais les lignées paternelles étaient toutes d'Eurasie occidentale (haplotype R1a1a). La zone géographique où ce mélange de populations a eu lieu est inconnue bien que la Sibérie méridionale (la zone au nord de l'Asie centrale) soit probable.
Les groupes du bassin du Tarim, bien que séparés géographiquement par plus de 600 km de désert, forment une population homogène qui a subi un important goulot d'étranglement démographique, comme le suggèrent leur forte affinité génétique sans parenté proche, ainsi que la diversité limitée de leurs haplogroupes uniparentaux. Ce pool génétique a probablement eu autrefois une distribution géographique beaucoup plus large et il a laissé une empreinte génétique substantielle dans les populations du bassin de la Dzoungarie et du sud de la Sibérie. Les caractéristiques physiques dites europoïdes des momies du Tarim sont probablement dues à leur lien avec le pool génétique du groupe ANE (« ancienne ascendance nord-eurasienne ») remontant au Pléistocène.

### Hypothèses d'apparentement - synthèse
Les Tokhariens du Ier millénaire de notre ère parlaient deux langues d'un groupe linguistique indo-européen très spécifique. La faiblesse des influences iraniennes, pourtant dominantes en Asie centrale depuis le IIe millénaire avant notre ère, laisse à penser que cette langue a évolué sur place depuis au moins le début du IIe millénaire avant notre ère et qu'elle était donc la langue du peuple des momies. On ne peut cependant écarter d'autres hypothèses, comme la succession de plusieurs vagues de peuplement et d'influences linguistiques.
La culture matérielle du peuple des momies pointant nettement vers l'ouest de l'Eurasie (utilisation du cheval, de la roue, du bronze, de techniques de tissage européennes), leur apparentement génétique pointant en partie vers l'Europe et la présence de peuples indo-européens vivant dès 3500 av. J.-C. un peu à l'ouest et un peu au nord sont d'autres indices qui ont également privilégié l'idée que les momies du Tarim représentaient un des groupes connus les plus orientaux et les plus anciens de migrants indo-européens venus de l'Ouest (avec les cultures d'Andronovo et d'Afanasievo, plus au nord). Ces différents éléments ont souvent amené des auteurs à défendre la thèse selon laquelle les momies représentaient des populations ancêtres des Tokhariens. La culture supposée indo-européenne la plus ancienne connue près du Tarim, en l'occurrence en Sibérie méridionale, étant la culture d'Afanasievo, il est envisageable mais nullement certain que les populations du Tarim en soient issues. D'autres chercheurs restent cependant réservés puisque les indices ne sont pas des preuves et restent, en toute hypothèse, trop indirectes pour trancher définitivement.

## Politique
Les corps du Tarim ont été l'objet de diverses interprétations, souvent accompagnées d'arrière-pensées politiques. La momie connue sous le nom de « la Beauté de Loulan » est ainsi revendiquée par les Ouïghours, qui ont fait d'elle leur figure emblématique, que célèbrent des chants et des portraits ». Certains nationalistes ouïghours ont ainsi interprété les momies comme la preuve que la région était historiquement extérieure à la sphère de peuplement chinoise. Les mêmes nationalistes ont généralement proclamé que le peuple ouïghour descendait du peuple des momies et représentait de ce fait le peuplement plurimillénaire du Xinjiang. Les deux arguments visent à déprécier la légitimité de l'emprise chinoise sur la zone.
En réponse, le gouvernement chinois a montré une certaine inquiétude. Ainsi, « Ji Xianlin, historien chinois,... affirme que la Chine "soutient et admire" les recherches effectuées par des spécialistes étrangers sur les momies. "Toutefois, en Chine même, un petit groupe de séparatistes ethniques ont profité de cette occasion pour fomenter des troubles et se comportent comme des bouffons. Certains se présentent comme les descendants de ces antiques 'Blancs' et n'ont d'autre but que de diviser la patrie. Mais ces actes pervers sont voués à l'échec." » ». Du fait de cette inquiétude, le gouvernement chinois a parfois freiné l'étude des momies par les étrangers et considère que le sujet était délicat. « Il n'est donc pas surprenant que le gouvernement n'ait que lentement fait part de ces découvertes historiques d’une grande importance, craignant d’attiser les courants séparatistes dans le Xinjiang ». Les études génétiques ou archéologiques ne montrant aucun lien spécifique entre les habitants du Tarim des IIe et Ier millénaires avant notre ère et les actuels Ouïgours, l'attitude gouvernementale est redevenue beaucoup plus souple, et les scientifiques étrangers peuvent de nouveau accéder aux momies de façon plus large.
La présentation qui est faite des momies par les autorités chinoises vise à favoriser une lecture « chinoise » de l'histoire de la région. Ainsi, l'« impressionnant musée du Xinjiang... a... ouvert ses portes pour le cinquantième anniversaire de l’annexion de la région par la Chine, et les momies sont présentées dans des vitrines de verre. On trouve dans la même salle des momies han [l'ethnie dominante en Chine], beaucoup plus récentes. Elles sont tout aussi intéressantes, mais ne font que susciter la confusion, puisque les momies se retrouvent ainsi regroupées. La décision est logique sur le plan politique ».
En Occident, les momies ont aussi été l'objet d'interprétations contestées par les historiens, la plus répandue étant d'en faire des Celtes de l'Orient en s'appuyant sur les plaids du IIe millénaire retrouvés dans des tombes. Cette interprétation, généralement rejetée par les scientifiques, a eu un succès particulier dans les cercles néodruidiques et d'études celtiques.

### Livres
- Elizabeth Barber, The Mummies of Urumchi, TBR Book club, Washington, 2000.
- James Mallory and Victor Mair, The Tarim mummies, Thames & Hudson, 2008.

### Vidéos
- Les momies du bassin du Tarim, Royaume-Uni, 2007, 52 min, Réalisateur David Shadrack Smith, première diffusion française sur ARTE le 11 octobre 2008 à 21 h 50.
- Le mystère des momies  : Les momies du désert du Taklamakan, un reportage d'ARTE VOD, 2003, sur la Mission archéologique franco-chinoise au Xinjiang conduite par Corinne Debaine-Francfort et Idriss Abduressul.
- Le mystère des momies chinoises, États-Unis, 2007, National Geographic Society.